# Stichorkis grossa
Stichorkis grossa là một loài thực vật có hoa trong họ Lan. Loài này được (Rchb.f.) Marg., Szlach. & Kulak mô tả khoa học đầu tiên năm 2008.